# Elke Sleurs
Elke Sleurs, née le 6 février 1968 à Gand, est une femme politique belge membre du parti nationaliste flamand N-VA qui fut secrétaire d'État au sein du gouvernement Michel de 2014 à 2017.
Elle est médecin (VUB, 1995) et gynécologue (VUB, 2000) de formation.

## Carrière politique
- Conseillère CPAS à Gand (2007-2008)
- Conseillère communale à Gand (2012-)
- Sénatrice belge du 6 juillet 2010 au 24 mai 2014.
- Députée flamande depuis le 25 mai 2014.
  - Sénatrice de communauté (2014-)
- Secrétaire d'État à la Lutte contre la pauvreté, à la Lutte contre la fraude et à la Politique scientifique du 11 octobre 2014 au 21 mai 2015 (gouvernement Michel).
- Secrétaire d'État à la Lutte contre la pauvreté, à l'Égalité des chances, aux Personnes handicapées, et à la Politique scientifique, chargée des Grandes villes, du 21 mai 2015 au 20 février 2017 (gouvernement Michel)[1],[2].